# 14141 Демотіс
14141 Демотіс (14141 Demeautis) — астероїд головного поясу, відкритий 16 вересня 1998 року.
Тіссеранів параметр щодо Юпітера — 3,548.